# Sociëteit van Maria

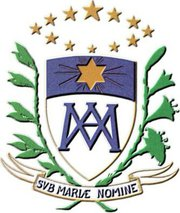
Het wapenschild van de Sociëteit van Maria: het monogram van Maria gekroond met twaalf sterren

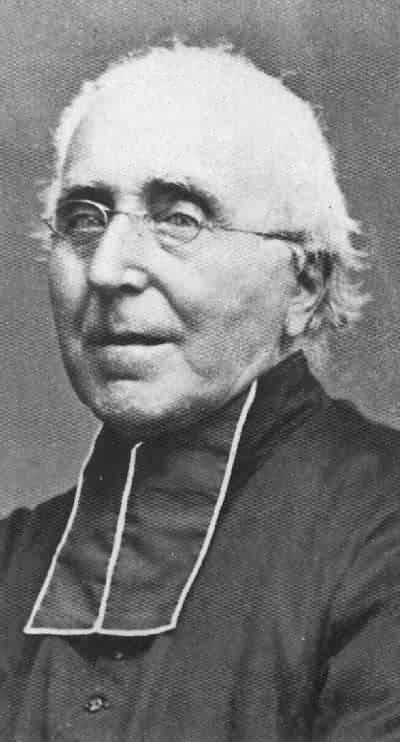
Eerbiedwaardige Jean-Claude Colin, stichter van de Sociëteit van Maria

De katholieke congregatie van de paters maristen (in het Latijn: Societas Mariae, afgekort S.M.) werd opgericht in 1816 in Lyon door de Fransman Jean-Claude Colin (1790-1875). In Nederland zijn er communiteiten in Hulst, Enschede en Deventer. Hoofddoel was een antwoord te vinden op de nieuwe situatie waarin kerk en geloof zich bevonden door de ideeën van de Verlichting en de revolutie in de 18e en 19e eeuw. De maristen wilden deze wereld tegemoet treden door een geloof te verkondigen zonder kerkelijke pretenties en privileges door open te staan voor de veranderingen en spanningen die deze nieuwe wereld met zich meebracht.   

## Visie en spiritualiteit
Het eerste idee voor een Sociëteit van Maria ontstond binnen een groep priesterstudenten op het seminarie van Lyon. Een van de studenten kwam met het idee door een mystieke ervaring met Maria waarin zij hem vertelde dat zij haar Zoon wenste te imiteren door een eigen Sociëteit te stichten. Door deze "kleine Sociëteit" zou God op verborgen wijze grote dingen bewerken. De kernzin van de maristische spiritualiteit werd dan ook "Ignoti et quasi occulti in hoc mundo", onbekend en zelfs verborgen in deze wereld. Daags na hun priesterwijding is de groep naar het heiligdom van Fourvière getogen en heeft daar een plechtige gelofte afgelegd de Sociëteit van Maria te zullen stichten.
Een belangrijk kenmerk van de maristische visie was het oprichten van één enkel instituut waarvan priesters, broeders, zusters en leken op gelijkwaardige wijze deel van zouden uitmaken. Het beeld dat werd gebruikt was een boom met vele takken. Dit idee was gebaseerd op de gang van zaken binnen de vroegste Kerk. Om zijn passie voor dit ideaal te benadrukken gebruikte pater Colin de leus "De hele wereld marist!".
Deze visie riep door zijn organisatorische omvang echter veel weerstand op in Rome en uiteindelijk is hier van afgezien en zijn er een aantal zelfstandige instituten opgericht die samen met de lekenmaristen één religieuze familie vormen. Het idee van de volwaardige participatie van leken in het geestelijk leven van de Kerk heeft na het Tweede Vaticaans Concilie een vlucht genomen. In die zin waren de eerste maristen hun tijd vooruit met dit idee.
Het charisma van de maristen laat zich samenvatten als het centraal stellen van Christus in navolging van Maria. De contemplatie op het mysterie van Maria in de vroege Kerk en de navolging hiervan in de moderne wereld is het leidmotief van de geest van de Sociëteit van Maria. De maristen hebben in tegenstelling tot andere contemporaine congregaties geen specifiek werkveld maar vervullen apostolaten die aansluiten bij de actuele noden van Kerk en wereld.

## Pauselijke goedkeuring en de Oceanische missie
Bij het verkrijgen van de benodigde Romeinse goedkeuring stuitte pater Colin op veel onbegrip en weerstand. Dit kwam vooral door het grote aantal Franse congregaties dat in die tijd ontstond en het idee van de "boom met vele takken" dat als onrealistisch werd beschouwd. 
De pontificale goedkeuring werd in 1836 uiteindelijk toch verleend door paus Gregorius XVI. Deze paus had missionarissen nodig voor het nieuw ontdekte Oceanië en door bemiddeling van de bisschop van Lyon kwam hij uit bij de maristen. De jonge enthousiaste religieuzen waren gretig om deze opdracht aan te nemen en al snel vertrokken de eerste schepen naar onbekende gebieden. Samen met de Picpuspaters zijn de maristen erin geslaagd om een nieuwe kerk te stichten in Oceanië. Hun werk was ook constitutief voor het vastleggen en bewaren van de geschiedenis en cultuur van de vele stammen die de Oceanische eilanden bevolken.

## Heiligen
De meest bekende marist is wellicht de Franse martelaar Petrus Chanel (1803–1841) (heilig verklaard in 1954). Ook de heilige Marcellinus Champagnat, stichter van de broeders maristen, en de heilige Pierre-Julien Eymard, stichter van de Congregatie der Sacramentijnen, waren marist. De heilige pastoor van Ars was lid van de derde orde van de Sociëteit van Maria, hij kende Colin en Champagnat uit het seminarie.
Deze congregatie mag niet verward worden met de verwante congregatie der broeders maristen.